# ヘレン・レヴィット
ヘレン・レヴィット（Helen Levitt、1913年8月31日 - 2009年3月29日）は、アメリカ合衆国の女性写真家である。

## 経歴
彼女は、アメリカ合衆国のニューヨーク州ニューヨーク市に生まれた。高校を中退した後、18歳のころに写真に興味を持ち、ドキュメンタリー系の写真を目指して、ウォーカー・エバンスに写真を学んだ。
1940年前後から、「タイム」などジャーナリズム系統の媒体で作品を発表して注目を集める。
ハーレムを含む、ニューヨークの街角・子どもの様子などを盛んに撮影した。その視線は、フォト・リーグ的な社会改革路線から出たものというよりは、自分が生まれ育った町への愛情あふれるものである。ストリート写真のかなり早い例である。
写真撮影のみならず、映画の撮影にも携わり、第2次世界大戦後には、何本かの映画も制作している。
2009年3月29日、彼女は闘病の末に死去した。95歳没。

## 主たる写真集
- Crosstown（2001年）
- Here and There（2004年）
- Slide Show: Color Photographs Of Helen Levitt（2005年）

## 主要な展覧会
- ヘレン・レヴィット展（Helen Levitt: Photographs of Children、ニューヨーク近代美術館、1943年）
  - アメリカの有名な写真批評家であるナンシー・ニューホール（Nancy Wynne Newhall, 1908年5月9日–1974年7月7日）による企画で、ヘレン・レヴィットにとっては最初の個展

## 書籍
- 写真の歴史（A World History of Photography、ナオミ・ローゼンブラム、日本語版監修　飯沢耕太郎、翻訳　大日方欣一・森山朋絵・増田玲・井口壽乃・浅沼敬子、美術出版社、1998年）の図版No.683に、ヘレン・レヴィットの作品が紹介されている。